# بين كروس
بين كروس (بالإنجليزية: Ben Cross)‏ هو لاعب دوري الرغبي أسترالي، ولد في 6 ديسمبر 1978 في واجا واجا في أستراليا.